# Mónica Mayer
Mónica Mayer (Ciudad de México, 16 de marzo de 1954) es una artista mexicana feminista que se dedica a los campos de la performance, la gráfica digital, el dibujo y la práctica social. Como artista feminista, pedagoga, curadora y escritora participa en varios foros y grupos, y organiza talleres y acciones colectivas. Fue columnista entre 1988 y 2008 del periódico mexicano El Universal, y sigue con una activa producción de textos en varios blogs. Ha publicado múltiples libros y cuenta con exposiciones individuales y colectivas a nivel nacional e internacional.
Desde el inicio de su carrera Mayer ha sido una artista inconforme con las definiciones del arte. Desarrolló un enfoque integral en el que, además de performances, dibujos o intervenciones, considera como parte de su producción artística el escribir, enseñar, archivar y participar activamente en la comunidad.

## Trayectoria
Estudió la licenciatura de Artes Visuales en la Escuela Nacional de Artes Plásticas de México (ENAP) y obtuvo la maestría en Sociología del arte en el Goddard College de Estados Unidos. Participó en un taller en el Woman's Building en 1976 y estudió en el Feminist Studio Workshop del Woman's Building en Los Ángeles, California, entre 1978-1980, donde fue alumna de Suzanne Lacy.A finales de la década de los 70, se unió al Colectivo Cine Mujer, que describió como una etapa de aprendizaje mayor.
En 1983 creó el grupo de arte Polvo de Gallina Negra, junto con Maris Bustamante, centrado en un arte conceptual feminista y político. En el mismo año ofreció un taller sobre "La mujer y el arte" en la Escuela Nacional de Artes Plásticas que dio lugar a la creación de otro grupo de arte feminista, Tlacuilas y Retrateras.
Posteriormente, en el año 1989, creó con Víctor Lerma el proyecto de arte conceptual aplicado Pinto mi raya cuyo eje es un archivo hemerográfico especializado en artes visuales y políticas culturales que entre 1991 y 2016 reunió cerca de 40,000 críticas, crónicas y reseñas. El objetivo del proyecto es lubricar al sistema artístico para que funcione mejor, por lo que también han realizado diversas acciones y performances involucrando a protagonistas del sistema artístico, entre ellos El Balcón del CENIDIAP, De crítico, artista y loco..., El Mejor Amigo de los Museos, Abrazos, Yo no celebro ni conmemoro guerras y Dualidad virtual. Asimismo, han conducido programas de radio, como Pinto mi Raya: Donde las Artes Visuales Suenan (ABCradio, 1999-2000), y han participado activamente en distintas luchas de la comunidad artística. También imparten diferentes talleres.
Fue miembro de la generación de 2011 del Sistema Nacional de Creadores de Arte del Fondo Nacional para la Cultura y las Artes de México con el proyecto De Archivos y Redes entre 2012 y 2014, y fue renovado el apoyo para el periodo 2015-2018. Para el periodo 2022-2025 nuevamente fue acreedora de dicho financiamiento con el proyecto Hablando se entiende la genteː interviniendo el archivo Pinto mi Raya a partir del texto, la imagen y la palabra.
La muestra antológica de su obra titulada "Si tiene dudas... pregunte: una exposición retrocolectiva de Mónica Mayer" se inauguró en el Museo Universitario de Arte Contemporáneo de la Universidad Nacional Autónoma de México (UNAM) el 6 de febrero de 2016. Asimismo, su obra se ha incluido en las principales exposiciones que revisan el arte feminista internacional y latinoamericano, entre ellas Wack: Art and the Feminist Revolution (2007), Radical Women: Latin American Art 1960-1985 (2017) y Luchadoras: Mujeres en la colección del MUAC (2023).
Asimismo, ha promovido constantemente la visibilización de mujeres artistas, a través de la organización de exposiciones, la producción y difusión performática de su obra Archiva: obras maestras del arte feminista en México y por medio de su participación en el consejo de MUMA, el Museo Virtual de Mujeres Artistas Mexicanas.

## Reconocimientos
En 2025, fue reconocida con el "Distinguished Feminist Award" en arte por el College Art Association (2025), en el marco de la conferencia anual 113 por su trayectoria feminista en el arte mexicano. En 2022, la Secretaría de Cultura del Gobierno de México y el Instituto Nacional de Bellas Artes y Literatura (Inbal) anunció a Mayer como la galardona con la Medalla de Bellas Artes 2021 en la categoría de Artes visuales. Se le dio el galardón junto con la artista, gestora y curadora Miriam Kaiser y el artista y escultor Arnaldo Coen quienes lo obtuvieron para el 2020 y 2022, respectivamente. En octubre de 2016 el Instituto de las Mujeres de la Ciudad de México le entregó la medalla Omecíhuatl "por su destacada participación en la educación, las artes, la cultura y el deporte, que inspire e impacte en el desarrollo y empoderamiento de las mujeres".

## Obra
Mónica Mayer hace uso frecuente del performance como puesta en escena artística, y de obra participativa como estrategia estética y política. Además tiene una amplia producción bidimensional a lo largo de su carrera que privilegia las técnicas de dibujo y collage. La idea de hacer visibles los problemas que se generan en la vida cotidiana de las mujeres tiene gran impacto en el trabajo de Mónica, que no sólo es precursora del arte feminista en México, sino también lo es en América Latina.

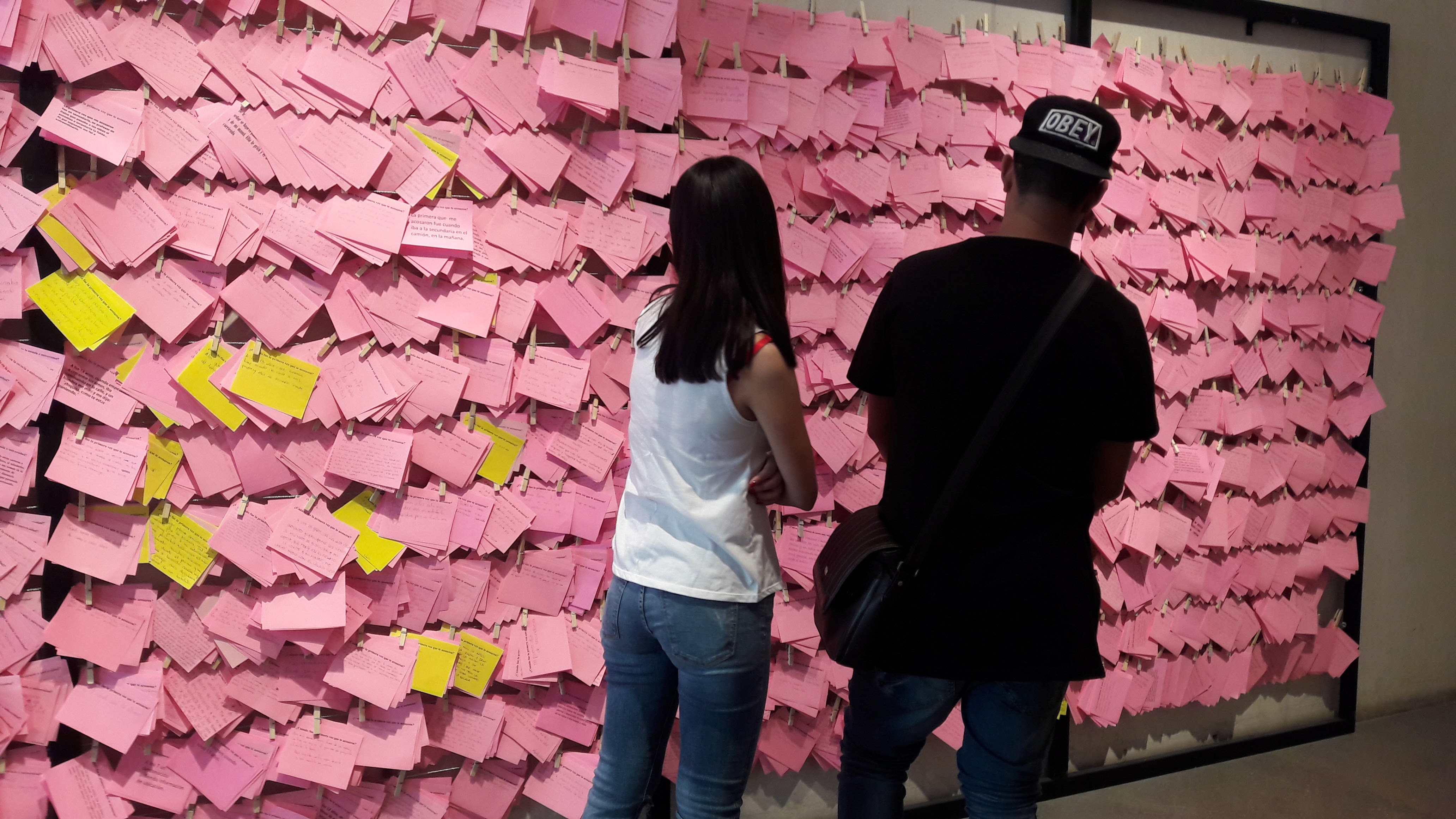
Reactivación de la obra El tendedero de Mónica Mayer en el Museo Universitario Arte Contemporáneo (MUAC) de la Universidad Nacional Autónoma de México en el contexto de la exposición "Si tiene dudas... pregunte: una exposición retrocolectiva de Mónica Mayer", mayo de 2016

Entre las obras más emblemáticas de Mayer, que ha tenido amplias repercusiones nacionales e internacionales está El tendedero. Esta pieza fue presentada por primera vez en 1978 en una exposición colectiva en el Museo de Arte Moderno (México). Utilizando un soporte que se refiere a una actividad cotidiana asociada tradicionalmente con labores femeninas, la pieza invitaba a mujeres de distintos ámbitos a completar y colgar papelitos de color rosa con la frase: “Como Mujer lo que más detesto de la Ciudad es: …”, para abrir un diálogo sobre la violencia de género en el espacio público, contrastando experiencias y opiniones. Una segunda versión se realizó en Los Ángeles en 1979 en el contexto del proyecto visual Making it Safe de Suzanne Lacy, y en años recientes El tendedero ha sido reactivada con cada vez mayor frecuencia en diversos contextos, con preguntas pertinentes a las problemáticas de cada entorno. Entre las reactivaciones están la de la exposición Sin centenario ni bicentenario: revoluciones alternas en la Universidad Iberoamericana en 2009; la de MDE15 Encuentro Internacional de Arte en Medellín, Colombia en 2015; la del National Museum of Women in the Arts en Washington D. C. en 2017; la de la Bienal de Kochi en la India en 2018;la de la Trienal de Aichi en Japón en 2019 (donde se vio envuelta en una protesta por la censura de una obra) ;y la de la exposición Luchadoras, mujeres en la colección del MUAC en la Casa de México en Madrid, España y en el Espacio Cultural El Liceo de Navia, España en 2023.
En 2021 se publicó una selección de los textos que Mayer ha escrito a lo largo de su trayectoria bajo el título Intimidades... o no: Arte, vida y feminismo. Textos de Mónica Mayer.

## Conferencias (selección)
- Los ríos amputados.[40] Universidad Juárez Autónoma de Villahermosa (Tabasco, (México). 5 de junio de 2009

## Exposiciones individuales y colectivas (selección)
Mónica Mayer ha expuesto en multitud de ciudades y países, tanto en exposiciones colectivas como individuales:
- Novela rosa o me agarró el arquetipo. Museo Carrillo Gil. México, DF, 1987.[41]
- Electrografía monumental sobre papel de algodón. Museo Universitario del Chopo (México) y National Gallery de Kingston (Jamaica), 1996.[42]
- Binomio: electrografía monumental, Centro Cultural Cándido Mendes de Río de Janeiro (Brasil), 1997.[43]
- La batalla de los géneros. Centro Gallego de Arte Contemporáneo[44] (Santiago de Compostela, España). Septiembre a diciembre de 2007.
- Wack: Art and the Feminist Revolution. Museum of Contemporary Art (Los Ángeles, Estados Unidos). 2007.[45]
- Final & Sigue.Universidad Juárez de Villahermosa (Tabasco, México). Junio 2009[46]
- Si tiene dudas... pregunte: una exposición retrocolectiva de Mónica Mayer. MUAC.[17] 2016.
- Radical Women: Latin American Art 1960-1985, Hammer Museum, UCLA; Brooklyn Museum, Pinacoteca de Sao Paulo, 2017-2018.[47]
- Polvo de Gallina Negra: mal de ojo y otras recetas feministas, Centro Nacional de Arte Contemporáneo, Santiago de Chilie, Chile en 2022[48] y en el Museo Amparo, Puebla de los Ángeles, México, 2022.[49]
- [Re] Generando Narrativas e imaginarios, Museo Kaluz, Ciudad de México, México, 2022.[50]
- 40 años de Polvo de Gallina Negra. Arte feminista en México, Museo Cabañas, Guadalajara, Jalisco, México, 2023.[51]
- Luchadoras, mujeres en la colección del MUAC, Fundación Casa de México en España, España, 2023.[52]

## Curadurías
- Mujeres artistas-Artistas mujeres. Museo de Bellas Artes de Toluca, 1984.[20]
- Video a la mexicana. De sexo-s, amor y humor.[53] Palacio de Montehermoso (Vitoria) (España). Mayo a septiembre de 2010[54]
- Visita al archivo Olivier Debroise: entre la ficción y el documento.[55] Museo Universitario Arte Contemporáneo MUAC, UNAM. 2011[56]

## Publicaciones
Artículos de crítica del arte:
- Críticas por medio del espacio conceptual Pinto mi raya.
- Columna en el diario El Universal
- El artículo "Pinto mi raya" fue publicado en Performance Research (Gran Bretaña)[57]

Libros:
- Mayer, Mónica. Rosa chillante: mujeres y performance en México. México: Conaculta/Fonca, 2004.[58]
- Mayer, Mónica. Translations: An International Dialogue of Women Artists. [Place of publication not identified]: [publisher not identified], 1980.
- Mayer, Mónica. Mónica Mayer: novela rosa o me agarró el arquetipo. México, D.F.: Museo de Arte Carrillo Gil, 1987.
- Mayer, Mónica. Una década y pico: textos de performance. [México, D.F.]: Ediciones al vapor, 2001.
- Mayer, Mónica, Víctor Lerma, y Alfredo Ramírez. Arte público en el archivo de Pinto Mi Raya. México: Pinto Mi Raya, 2002.
- Mayer, Mónica, Víctor Lerma, Alethia Edurné González Cañetas, y Alejandra Sánchez Avilés. Mujeres artistas en el Archivo de Pinto Mi Raya, colectivas y textos varios. México: Pinto Mi Raya, 2003.
- Mayer, Mónica, Víctor Lerma, Alethia Edurné González Cañetas, y Alejandra Sánchez Avilés. Ojos y vidrio: las fotógrafas en el archivo de Pinto Mi Raya. México: Pinto Mi Raya, 2003.
- Mayer, Mónica, Víctor Lerma, y Miriam Urbano Alonso. Performance en el archivo de Pinto Mi Raya: versión actualizada de Mayo de 1991 a Mayo de 2005). [México]: Pinto Mi Raya, 2005.
- Mayer, Mónica. Escandalario: los artistas y la distribución del arte. México: AVJ Ediciones, 2006.
- Mayer, Mónica. Intimidades... o no: Arte, vida y feminismo. Textos de Mónica Mayer.  México: 17, Instituto de Estudios Críticos y Pinto mi Raya, 2021. Julia Antivilo y Katnira Bello, compiladoras.